# سحر الشرق (مسلسل)
سحر الشرق مسلسل اجتماعي تاريخي سوري عرض على التلفاز سنة 2001 يتحدث عن قصة الليدي جين ديغبي السيدة الإنجليزية التي تفتن بالشرق وتتزوج من الشيخ مجول المصرب البدوي وتفتن به وبسحر الشرق، العمل من إخراج المخرج السوري العالمي أنور قوادري.

## طاقم العمل
- سليم صبري
- جمال سليمان
- يارا صبري
- سوزان سكاف
- باسم ياخور
- لورا أبو أسعد
- كاريس بشار
- رنا جمول
- أمل عرفة
- فاتن شاهين
- سعد مينه
- عبد الهادي صباغ
- تينا جروس
- أماني الحكيم